# Austrophorocera munda
Austrophorocera munda là một loài ruồi trong họ Tachinidae.